# فاكلاف ماسيك
فاكلاف ماسيك مواليد 21 مارس 1941 في براغ، هو لاعب كرة قدم تشيكي سابق كان يلعب كمهاجم. سبق له أن لعب في كأس العالم لكرة القدم مع منتخب بلاده.

## مرحلة الشباب

### أندية لعب لها
- سبارتا براغ

## المسيرة الاحترافية

### أندية لعب لها
- سبارتا براغ
- دوكلا براغ

## روابط خارجية
- فاكلاف ماسيك على موقع الاتحاد الدولي (مؤرشف)  (الإنجليزية)
- فاكلاف ماسيك على موقع الاتحاد الأوربي (الإنجليزية)
- فاكلاف ماسيك على موقع الاتحاد التشيكي (الإنجليزية)
- فاكلاف ماسيك على موقع قاعدة بيانات كرة القدم.إي يو (الإنجليزية)
- فاكلاف ماسيك على موقع بيانات كرة القدم. دي إي (الألمانية)
- فاكلاف ماسيك على موقع ناشيونال فوتبول تيمز (الإنجليزية)
- فاكلاف ماسيك على موقع Soccerway.com (الإنجليزية)
- فاكلاف ماسيك على موقع عالم كرة القدم.نت (الإنجليزية)